# فردریش تساندر
گئورگ آرتور کنستانتین فردریش تساندر (همچنین Tsander , روسی: Фридрих Артурович Цандер، tr. Fridrikh Arturovich Tsander ; لتونیایی: Frīdrihs Canders، 11 August [سبک قدیمی: 23 August] 1887 - ۲۸ مارس ۱۹۳۳)، یک دانشمند پیشگام در زمینه موشک و پرواز فضایی در امپراتوری روسیه و اتحاد جماهیر شوروی با اصلیت آلمانی بالتیک بود. او GIRD -X، اولین موشک با سوخت مایع که در اتحاد جماهیر شوروی پرتاب شد را طراحی کرد و کمک‌های نظری مهمی در راه رسیدن به فضا داشت.

## زندگی‌نامه
تساندر در ریگا، امپراتوری روسیه، در یک خانواده عادی آلمانی بالتیک به دنیا آمد. پدرش آرتور گئورگ زاندر پزشک بود، اما فردریش زاندر مجذوب سایر علوم طبیعی بود. زندر در سال ۱۸۹۸ برای یک برنامه هفت ساله در دبیرستان فنی شهری ریگا ثبت نام کرد که در آن دانش آموز برتر شد. در این مدت، او با کارهای کنستانتین تسیولکوفسکی آشنا شد و سفر به فضا به مهم‌ترین علاقه علمی او تبدیل شد. او در حین تحصیل در رشته مهندسی در موسسه پلی تکنیک ریگا، محاسبات مسیر پرواز به مریخ را انجام داد. مریخ برای زندر جذابیت خاصی داشت و "به جلو به مریخ!" (Vpered, on Mars!) شعار معروف او شد.
او در سال ۱۹۱۴ با مدرک مهندسی فارغ‌التحصیل شد و در سال ۱۹۱۵ به مسکو نقل مکان کرد. او در کارخانه لاستیک "Provodnik" کار کرد، سپس در سال ۱۹۱۹ در کارخانه هواپیماسازی شماره ۴ ("موتور") کار کرد. در سال ۱۹۲۳ با AF Milyukova ازدواج کرد و صاحب یک دختر به نام آسترا و یک پسر به نام مرکوری شدند. مرکوری در سال ۱۹۲۹ بر اثر مخملک درگذشت. پس از چندین سال بیکاری و تحقیقات فشرده در مورد موشک و سفرهای فضایی، در سال ۱۹۲۶، زندر کار خود را در دفتر طراحی مرکزی هوانوردی آغاز کرد و در سال ۱۹۳۰ در مؤسسه مرکزی ساخت موتورهای هوانوردی (TsIAM) مشغول به کار شد.

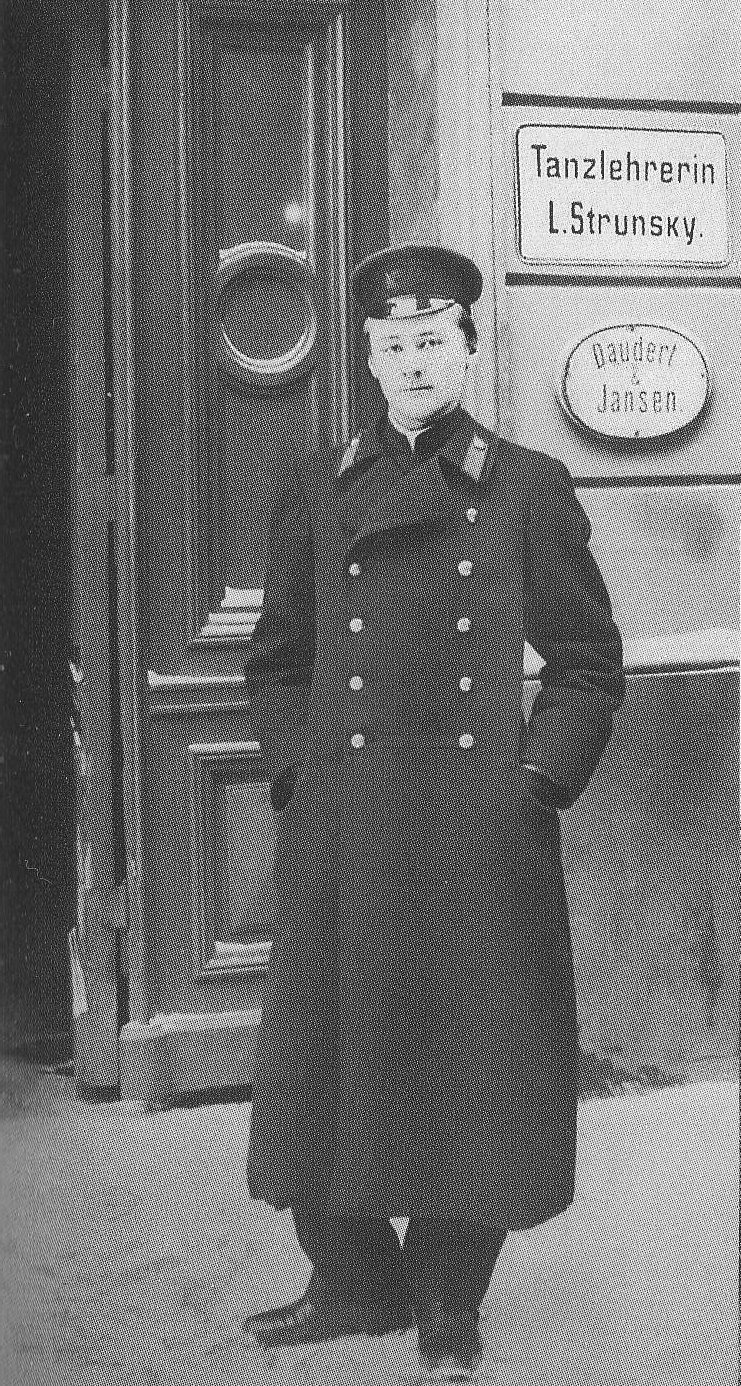
فردریش زاندر

در سال ۱۹۰۸، او یادداشت‌هایی در مورد مشکلات سفرهای بین سیاره ای نوشت و در آنها به موضوعاتی مانند حمایت از زندگی پرداخت و اولین کسی بود که کاشت گیاهان در گلخانه‌ها را در یک فضاپیما پیشنهاد کرد. در سال ۱۹۱۱، او طرح‌هایی را برای فضاپیمایی منتشر کرد که با استفاده از آلیاژهای قابل احتراق آلومینیوم در ساختار خود ساخته شده بود که مانند یک هواپیمای معمولی از زمین بلند می‌شد و سپس بال‌های خود را برای سوخت می‌سوزاند که به اتمسفر بالایی می‌رسید و دیگر به آنها نیاز نداشت. در سال ۱۹۲۱، او مطالب خود را به انجمن مخترعان (AIIZ) ارائه کرد، جایی که با لنین، که در آن کنفرانس شرکت کرده بود، ملاقات کرد و با او در مورد سفر فضایی صحبت کرد. در سال ۱۹۲۴ آن را در مجله فناوری و زندگی (Teknika i Zhizn) منتشر کرد.
سال ۱۹۲۴ سال بسیار فعالی برای زندر بود. سال قبل، هرمان اوبرث اثر نظری اثرگذار "Die Rakete zu den Planetenräumen" ("موشک به فضای بین سیاره ای") را منتشر کرده بود که به نوبه خود زاندر و دیگر علاقه مندان روسی را با کار زمین شکن رابرت گدارد آشنا کرد («روشی برای رسیدن به ارتفاعات بالا» منتشر شده در سال 1919). زاندر با تبلیغ کار تسیولکوفسکی و توسعه بیشتر آن از این فرصت استفاده کرد. او به همراه ولادیمیر وچینکین و اعضای یک باشگاه موشکی در آکادمی نیروی هوایی، انجمن مطالعات سفرهای بین سیاره ای را تأسیس کرد. در یک انتشار اولیه، آنها اولین کسانی بودند که استفاده از جو زمین را به عنوان راهی برای ترمز کردن یک فضاپیما که دوباره به جو وارد می‌شوند، پیشنهاد کردند. در همان سال، زندر برای یک موشک بالدار که به اعتقاد او برای پرواز بین سیاره ای مناسب است، در مسکو ثبت اختراع کرد و در اکتبر در مؤسسه مسکو در مورد امکان رسیدن به مریخ با موشک سخنرانی کرد. او در پاسخ به پرسش‌های پس از سخنرانی، اهمیت رسیدن به این سیاره را به‌طور خاص خلاصه کرد: «زیرا جو و ظرفیتی برای پشتیبانی از زندگی دارد. مریخ به عنوان "ستاره سرخ" نیز شناخته می‌شود و این نشان ارتش بزرگ شوروی ما است."
تقریباً در این زمان، زاندر اولین کسی بود که بادبان خورشیدی را به عنوان وسیله ای برای رانش فضاپیما پیشنهاد کرد، اگرچه یوهانس کپلر بادبان باد خورشیدی را در قرن هفدهم پیشنهاد کرده بود.
در سال ۱۹۲۵ زاندر مقاله ای با عنوان «مشکلات پرواز با پیشرانه جت: پروازهای بین سیاره ای» ارائه کرد که در آن پیشنهاد کرده بود که فضاپیمایی که بین دو سیاره حرکت می‌کند می‌تواند با استفاده از گرانش قمرهای دو سیاره (روشی به نام کمک گرانشی) در ابتدای مسیر خود شتاب گرفته و در انتهای مسیر خود از شتابش بکاهد. زاندر درک عمیق خود از فیزیک را در پشت این مفهوم نشان داد و او مزیتی را که این فیزیک می‌تواند برای سفرهای بین سیاره ای داشته باشد، با دیدی بسیار جلوتر از هم عصران خود پیش‌بینی کرد.
در سال‌های ۱۹۲۹ تا ۱۹۳۰، زمانی که در IAM بود، زاندر روی اولین موتور خود، OR-1 کار می‌کرد که با هوای فشرده و بنزین کار می‌کرد و بر اساس یک مشعل دمنده اصلاح شده بود. او همچنین در این دوران در مؤسسه هوانوردی مسکو تدریس می‌کرد. در سال ۱۹۳۱، زاندر یکی از اعضای مؤسس GIRD (گروه مطالعه حرکت واکنشی) (Группа изучения реактивного движения (ГИРД)) در مسکو بود. به عنوان رئیس تیپ شماره ۱، زاندر روی موتور موشک OR-2 (GIRD-02) کار کرد تا موشک کروز بالدار "۲۱۶" را تأمین کند. او همچنین روی موتور و موشک GIRD-10 کار کرد که در ۲۵ نوامبر ۱۹۳۳ با موفقیت پرواز کرد. زاندر این موشک را طراحی کرده بود، اما زنده نماند تا پرواز آن را ببیند، زیرا در مارس همان سال در شهر کیسلوودسک در اثر بیماری تیفوس درگذشت.

## ادای احترام
- دهانه تساندر در ماه به نام او نامگذاری شده‌است.
- آکادمی علوم لتونی به افتخار او جایزه فیزیک و ریاضیات اعطا می‌کند.
- از سال ۱۹۹۲، آکادمی علوم روسیه جایزه زاندر، بالاترین جایزه علمی آکادمی علوم روسیه را برای «کار نظری برجسته در زمینه علوم موشکی و فضایی» اعطا می‌کند.
- زاندر در تمبرهای اتحاد جماهیر شوروی (۱۹۶۴)، لتونی (۲۰۱۲) و روسیه (۲۰۱۲) برجسته شده‌است.
- خانه خانوادگی زاندر در ریگا (تا پیش از تغییرات اخیر در مالکیت آن) یک موزه بود و خیابانی که در آن قرار دارد به نام او نامگذاری شده‌است.
- بنای یادبود او در نزدیکی خانه خانوادگی در ریگا نصب شده‌است
- خیابان‌هایی به نام زاندر در مسکو و نیز کیسلوفودسک هستند.